# FK Igman Konjic
Der FK Igman Konjic ist ein Fußballverein aus Konjic in Bosnien und Herzegowina.
Die Gründung des Vereins erfolgte im Jahr 1920.
Seit der Saison 2022/23 spielt der Verein in der Premijer Liga BiH, der höchsten Spielklasse Bosniens.

## Erfolge
- Meister der Ersten Liga der FBiH: 2021/22
- Meister der Zweiten Liga der FBiH: 2005/06, 2008/09, 2012/13, 2015/16, 2016/2017 (Rekord)
- Halbfinalist im bosnischen Pokal: 2021/22

## Ehemalige Spieler
- Davor Jozić
- Dragan Jakovljević
- Jerko Tipurić
- Samir Duro
- Ibrahim Duro
- Nikola Vasilj

## Trainer
- Fahrudin Zejnilović